# آيس بريكر لايف

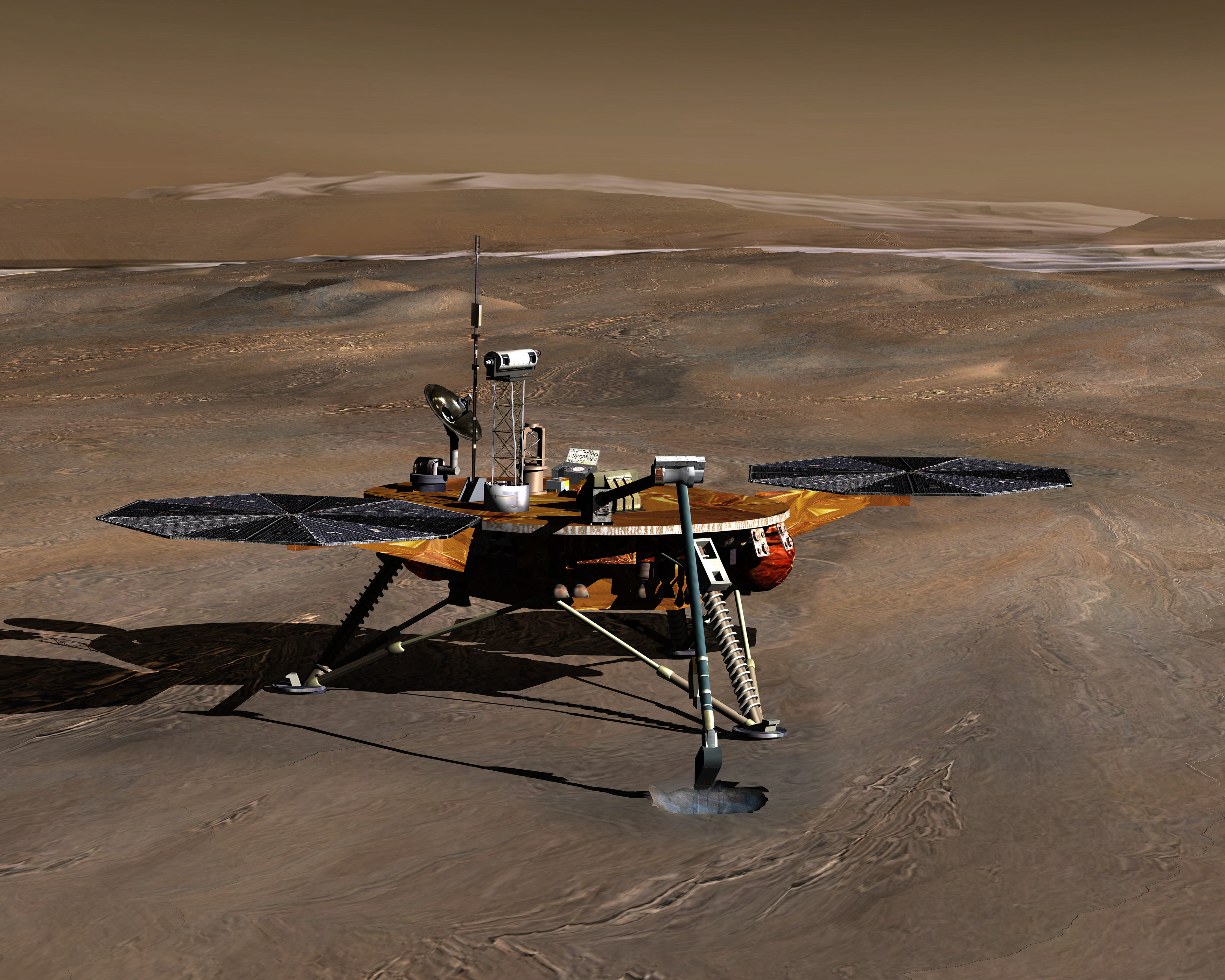
مفهوم الفنان لمركبة فينكس مارس.

آيس بريكر لايف (بالإنجليزية: Icebreaker Life) هو مفهوم لمهمة هبوط على سطح المريخ اقتُرح لبرنامج ديسكفري التابع لناسا. تتضمن المهمة مركبة هبوط ثابتة مشابهة لمركبة الفضاء فينيكس التي هبطت على المريخ عام 2008 ومهمة إنسايت، ولكنها ستحمل أجهزة علمية لدراسة علم الأحياء الفلكي، بما في ذلك مثقاب لأخذ عينات من سطح المريخ المُغطى بالجليد في السهول الشمالية لإجراء بحث عن البصمات الحيوية للحياة الحالية والقديمة المحتملة على المريخ.
تركز الأهداف العلمية لآيس بريكر لايف على أخذ عينات من التربة المُغطاة بالجليد لقدرتها على الحفاظ وحماية الجزيئات الحيوية أو البصمات الحيوية وحمايتها.
لم يتم اختيار مهمة آيس بريكر لايف خلال جولات اختيار المهمات في عامي 2015 و2019 ضمن برنامج ديسكفري.

## وصف المهمة
صُممت مهمة آيس بريكر لايف بناءً على مركبة فينيكس الناجحة التي هبطت على المريخ عام 2008 من ناحية تصميم منصة وموقع الهبوط الشمالي. ستعمل آيس بريكر لايف أيضًا على الطاقة الشمسية وستُزود بمثقاب وحمولة إضافية مع تعديلات طفيفة فقط على مركبة الهبوط الأصلية.
لو اختيرت لتكون مهمة برنامج ديسكفري رقم 13، لكانت أطلِقت بحلول ديسمبر 2021. لتهبط فوق السهول الشمالية للمريخ في عام 2022. ستستمر العمليات على السطح لمدة 90 يومًا مريخيًا. صُممت وحدة القيادة والتحكم وإرسال البيانات بناء على مركبة فينكس، إذ يمكن إرسال البيانات عبر المركبات المدارية حول المريخ أو إلى الأرض مباشرةً عند الحاجة. كريستوفر مكاي هو الباحث الرئيسي.
في عام 2010، اقتُرح إرسال الحمولة العلمية على متن مركبة مشتركة بين ناسا وسبيس إكس تُسمى ريد دراجون، لكن المهمة ألغيت.

## أهداف المهمة
تركز مهمة آيس بريكر لايف على الأهداف العلمية التالية:
1. البحث عن جزيئات حيوية معينة من شأنها أن تكون دليلًا قاطعًا على وجود الحياة على المريخ
2. إجراء بحث عام عن الجزيئات العضوية في الجليد السطحي.
3. تحديد عمليات تكوين الجليد السطحي ودور الماء السائل.
4. فهم الخواص الميكانيكية لتربة المريخ القطبية المُغطاة بالجليد.
5. تقييم قابلية إيواء بيئة المريخ للحياة (خلال آخر 5 ملايين سنة) فيما يتعلق بالعناصر المطلوبة لدعم الحياة ومصادر الطاقة والعناصر السامة المحتملة.
6. مقارنة التكوين الأساسي للسهول الشمالية مع مواقع خطوط العرض الوسطى.

لتعزيز الفهم الحالي لإمكانية إيواء الجليد في السهول الشمالية للحياة وإجراء بحث مباشر عن المواد العضوية، تركز المهمة على الأهداف العلمية التالية:
1. البحث عن جزيئات حيوية معينة من شأنها أن تكون دليلًا قاطعًا على وجود الحياة على المريخ في الماضي.
2. قد تكون الجزيئات الحيوية موجودة لأن موقع هبوط فينيكس كان على الأرجح مناسبًا للحياة في تاريخ المريخ الحديث. قد يحمي الجليد السطحي الجزيئات العضوية على المريخ من التدمير بواسطة المؤكسدات والإشعاع، ونتيجة لذلك يمكن اكتشاف المواد العضوية من المصادر البيولوجية أو النيزكية على السطح القطبي الغني بالجليد بتركيزات كبيرة.
3. إجراء بحث عام عن الجزيئات العضوية في الجليد الأرضي. إذا كانت الظروف الصالحة لإيواء الحياة موجودة، فإن أي مواد عضوية قد تكون ذات أصل بيولوجي حديث (خلال آخر من 10 مليون سنة).
4. تحديد طبيعة تكوين الجليد السطحي ودور الماء السائل. قد يكون هناك مياه سائلة في التربة السطحية في مناطق القطب الشمالي تولدت خلال آخر 10 ملايين سنة بسبب التغيرات المدارية في الإشعاع الشمسي.
5. فهم الخواص الميكانيكية لتربة المريخ المُغطاة بالجليد القطبي. قد يكون الجليد القطبي مصدرًا للاستكشاف البشري، وستعكس الخصائص الميكانيكية طبيعة طبقات الجليد والتربة، ما قد يساعد في بناء نماذج أفضل عن تاريخ المناخ.
6. تقييم قابلية إيواء بيئة المريخ للحياة (خلال آخر 5 ملايين سنة) فيما يتعلق بالعناصر المطلوبة لدعم الحياة ومصادر الطاقة والعناصر السامة المحتملة. يمكن أن توفر البركلورات الموجودة في موقع فينكس مصدر طاقة قابل للاستخدام في حالة وجود الحديد. لإيواء الحياة، من الضروري وجود مصدر نيتروجين ثابت، مثل النترات.

مقارنة التكوين الأساسي للسهول الشمالية مع مواقع خطوط العرض الوسطى. 
يمكن تخزين العينات المريخية مؤقتًا لإرجاعها بواسطة إعادة عينات. إذا تبين أن العينات تحتوي على بصمات حيوية عضوية، فإن الاهتمام بإعادتها إلى الأرض سيكون مرتفعًا.